# Django Software Foundation
La Django Software Foundation (DSF) est une organisation à but non lucratif 501c qui développe et maintient Django, un framework gratuit et open source écrit en Python,,.

## Prix commémoratif Malcolm Tredinnick
Le DSF décerne un prix annuel en l’honneur du premier contributeur de Django, Malcolm Tredinnick, à la personne qui incarne le mieux l'esprit du travail de Tredinnick : une personne qui accueille, soutient et nourrit les nouveaux arrivants ; donne des retours et de l’aide aux autres, et aide à développer la communauté.

### Récipiendaires
- 2013 : Curtis Maloney
- 2014 : Django Girls
- 2015 : Russell Keith-Magee
- 2016 : Aisha Bello
- 2017 : Claude Paroz
- 2018 : Kojo Idrissa
- 2019 : Jeff Triplett
- 2020 : Ken Whitesell[5]